# Janowo (rejon smoleński)
Janowo (ros. Яново) – wieś (ros. деревня, trb. dieriewnia) w zachodniej Rosji, w osiedlu wiejskim Pionierskoje rejonu smoleńskiego w obwodzie smoleńskim.

## Geografia
Miejscowość położona jest w dorzeczu Upokoja, 3 km od drogi regionalnej 66K-22 (Szczeczenki – Monastyrszczina), 17,5 km od drogi federalnej R135 (Smoleńsk – Krasnyj – Gusino), 23 km od drogi federalnej R120 (Orzeł – Briańsk – Smoleńsk – Witebsk), 33 km od drogi magistralnej M1 «Białoruś», 2,5 km od centrum administracyjnego osiedla wiejskiego (Sanniki), 29 km od Smoleńska, 26 km od najbliższej stacji kolejowej (Gniezdowo).

## Demografia
W 2010 r. miejscowość zamieszkiwało 19 osób.